# Mastigopelma simplex
Mastigopelma simplex är en bladmossart som beskrevs av William Mitten. Mastigopelma simplex ingår i släktet Mastigopelma och familjen Lepidoziaceae. Inga underarter finns listade i Catalogue of Life.